# Drake Rymsha
Drake Rymsha, född 6 augusti 1998, är en amerikansk-kanadensisk professionell ishockeyforward som är kontrakterad till Los Angeles Kings i National Hockey League (NHL) och spelar för Ontario Reign i American Hockey League (AHL). Han har tidigare spelat för Manchester Monarchs och Fort Wayne Komets i ECHL och London Knights, Ottawa 67's och Sarnia Sting i Ontario Hockey League (OHL).
Rymsha draftades av Los Angeles Kings i femte rundan i 2017 års draft som 138:e spelare totalt.
Han är son till Andy Rymsha, som spelade sex matcher för Quebec Nordiques under NHL-säsongen 1991–1992.

## Statistik
| Källa: Utv = Utvisningsminuter Uppdaterad: 2021-05-14 | Källa: Utv = Utvisningsminuter Uppdaterad: 2021-05-14 | Källa: Utv = Utvisningsminuter Uppdaterad: 2021-05-14 |                           | Grundserie                | Grundserie                | Grundserie                | Grundserie                | Grundserie                |                           | Slutspel                  | Slutspel                  | Slutspel                  | Slutspel                  | Slutspel |
| Säsong                                                | Lag                                                   | Liga                                                  | Matcher                   | Mål                       | Assists                   | Poäng                     | Utv                       | Matcher                   | Mål                       | Assists                   | Poäng                     | Utv                       |                           |          |
| ----------------------------------------------------- | ----------------------------------------------------- | ----------------------------------------------------- | ------------------------- | ------------------------- | ------------------------- | ------------------------- | ------------------------- | ------------------------- | ------------------------- | ------------------------- | ------------------------- | ------------------------- | ------------------------- | -------- |
| 2011–2012                                             | Little Caesars AAA Hockey Club                        | HPHL                                                  | 19                        | 6                         | 20                        | 26                        | 16                        | —                         | —                         | —                         | —                         | —                         |                           |          |
| 2012–2013                                             | Toronto Jr. Canadiens                                 | GTHL                                                  | Statistik ej tillgänglig. | Statistik ej tillgänglig. | Statistik ej tillgänglig. | Statistik ej tillgänglig. | Statistik ej tillgänglig. | Statistik ej tillgänglig. | Statistik ej tillgänglig. | Statistik ej tillgänglig. | Statistik ej tillgänglig. | Statistik ej tillgänglig. | Statistik ej tillgänglig. |          |
| 2013–2014                                             | Toronto Jr. Canadiens                                 | GTHL                                                  | 33                        | 15                        | 26                        | 41                        | 26                        | 13                        | 3                         | 5                         | 8                         | 18                        |                           |          |
| 2014–2015                                             | London Knights                                        | OHL                                                   | 62                        | 5                         | 7                         | 12                        | 51                        | 10                        | 0                         | 0                         | 0                         | 8                         |                           |          |
| 2015–2016                                             | London Knights                                        | OHL                                                   | 4                         | 0                         | 0                         | 0                         | 4                         | —                         | —                         | —                         | —                         | —                         |                           |          |
|                                                       | Ottawa 67's                                           | OHL                                                   | 28                        | 3                         | 6                         | 9                         | 24                        | 5                         | 0                         | 0                         | 0                         | 8                         |                           |          |
| 2016–2017                                             | Ottawa 67's                                           | OHL                                                   | 37                        | 15                        | 14                        | 29                        | 41                        | —                         | —                         | —                         | —                         | —                         |                           |          |
|                                                       | Sarnia Sting                                          | OHL                                                   | 28                        | 20                        | 13                        | 33                        | 39                        | 4                         | 1                         | 2                         | 3                         | 17                        |                           |          |
| 2017–2018                                             | Sarnia Sting                                          | OHL                                                   | 68                        | 31                        | 42                        | 73                        | 70                        | 12                        | 3                         | 6                         | 9                         | 10                        |                           |          |
| 2018–2019                                             | Ontario Reign                                         | AHL                                                   | 26                        | 1                         | 3                         | 4                         | 36                        | —                         | —                         | —                         | —                         | —                         |                           |          |
|                                                       | Manchester Monarchs                                   | ECHL                                                  | 35                        | 8                         | 5                         | 13                        | 24                        | 8                         | 1                         | 1                         | 2                         | 2                         |                           |          |
| 2019–2020                                             | Ontario Reign                                         | AHL                                                   | 11                        | 0                         | 1                         | 1                         | 10                        | —                         | —                         | —                         | —                         | —                         |                           |          |
|                                                       | Fort Wayne Komets                                     | ECHL                                                  | 24                        | 9                         | 8                         | 17                        | 23                        | —                         | —                         | —                         | —                         | —                         |                           |          |
| 2020–2021                                             | Los Angeles Kings                                     | NHL                                                   | 1                         | 0                         | 0                         | 0                         | 0                         | —                         | —                         | —                         | —                         | —                         |                           |          |
|                                                       | Ontario Reign                                         | AHL                                                   | 1                         | 0                         | 0                         | 0                         | 5                         | —                         | —                         | —                         | —                         | —                         |                           |          |
| NHL totalt                                            | NHL totalt                                            | NHL totalt                                            | 1                         | 0                         | 0                         | 0                         | 0                         | —                         | —                         | —                         | —                         | —                         |                           |          |
| AHL totalt                                            | AHL totalt                                            | AHL totalt                                            | 38                        | 1                         | 4                         | 5                         | 51                        | —                         | —                         | —                         | —                         | —                         |                           |          |
| ECHL totalt                                           | ECHL totalt                                           | ECHL totalt                                           | 59                        | 17                        | 13                        | 30                        | 47                        | 8                         | 1                         | 1                         | 2                         | 2                         |                           |          |
| OHL totalt                                            | OHL totalt                                            | OHL totalt                                            | 227                       | 74                        | 82                        | 156                       | 229                       | 31                        | 4                         | 8                         | 12                        | 41                        |                           |          |

### Internationellt
| Källa: Uppdaterad: 2021-05-14 | Källa: Uppdaterad: 2021-05-14 | Källa: Uppdaterad: 2021-05-14 |         | Utv = Utvisningsminuter | Utv = Utvisningsminuter | Utv = Utvisningsminuter | Utv = Utvisningsminuter | Utv = Utvisningsminuter |
| År                            | Lag                           | Mästerskap                    | Matcher | Mål                     | Assists                 | Poäng                   | Utv                     |                         |
| ----------------------------- | ----------------------------- | ----------------------------- | ------- | ----------------------- | ----------------------- | ----------------------- | ----------------------- | ----------------------- |
| 2015                          | USA                           | Ivan Hlinka                   | 4       | 1                       | 1                       | 2                       | 12                      |                         |
| Junior totalt                 | Junior totalt                 | Junior totalt                 | 4       | 1                       | 1                       | 2                       | 12                      |                         |